# Charles H. Henry
Charles H. Henry (* 6. Mai 1937 in Chicago, Illinois; † 16. September 2016) war ein US-amerikanischer Physiker, der sich mit Halbleiterlasern, Halbleiterphysik, Integrierter Optik und deren Anwendungen befasste. Er gilt als Erfinder des Quantentopf-Lasers (Quantum Well Laser).

## Leben
Henry studierte an der University of Chicago mit dem Master-Abschluss 1959 und wurde 1965 an der University of Illinois at Urbana-Champaign in Physik promoviert. Gleich danach ging er zu den Bell Laboratories in die Halbleiter-Forschungsabteilung, die er 1970 bis 1975 leitete. 1997 ging er dort in den Ruhestand. Er wurde Distinguished Member of the Technical Staff bei Bell Labs.
Er war seit 1958 verheiratet und hatte drei Kinder.
Henry starb am 16. September 2016.

## Werk
Die Idee zu Quantentöpfen hatte er 1972 (der Name wurde Ende der 1970er Jahre von Nick Holonyak und seiner Gruppe geprägt), als er erkannte, dass sandwichartige Heterostrukturen von Halbleitern wie Wellenleiter für Elektronen wirken könnten und zu diskreten Elektronenzuständen.  Experimentelle Bestätigung fanden sie 1973, nachdem Henry dem Physiker Raymond Dingle vorschlug danach zu suchen. 1976 erhielten Dingle und Henry darauf ein Patent. Bald darauf erkannte er, wie man damit die Eigenschaften von Halbleiterlasern verbessern kann, beispielsweise konnte die Wellenlänge des Lasers einfach durch Änderung der Schichtdicken der Heterostruktur geändert werden und nicht wie bisher nur durch Änderung der Materialzusammensetzung.
1968 entdeckte er mit Mitarbeitern die Quelle der roten Farbe in Galliumphosphid-Leuchtdioden.
Er leistete wichtige Beiträge zum Verständnis des Rauschens von Halbleiterlasern, als er 1982 aufbauend auf Ideen von Melvin Lax zeigte, warum die Linienbreite von Halbleiterlasern fünfzigmal größer als nach der Theorie von Schawlow und Townes vorhergesagt ist. Der Alpha-Parameter (ursprünglich von Lax) wurde danach ein wichtiger Kennwert für Halbleiterlaser. In den 1990er Jahren wandte er sich dem Rauschen in der Photonik zu.
Mit Rudolf Kazarinov entwickelte er in den 1980er Jahren eine neue Technik der Integrierten Optik ein (Silicon Optical Bench Waveguide Technology), die zum Beispiel für Wavelength Division Multiplexing verwendet wird.

## Ehrungen und Mitgliedschaften
1999 erhielt er den Charles Hard Townes Award. 2001 erhielt er den Prize for Industrial Applications of Physics des American Institute of Physics. 1999 erhielt er den Jack A. Morton Award des IEEE. 2012 wurde er in die Engineering Hall of Fame der University of Illinois aufgenommen.
Er war Fellow der American Physical Society und der American Association for the Advancement of Science sowie IEEE Fellow.